# بخش ریچلند (شهرستان هولمز، اوهایو)
بخش ریچلند (به انگلیسی: Richland Township) یک منطقهٔ مسکونی در ایالات متحده آمریکا است که در شهرستان هولمز، اوهایو واقع شده‌است.
 بخش ریچلند ۹۶٫۷۶ کیلومتر مربع مساحت و ۱٬۲۸۴ نفر جمعیت دارد و ۳۳۷ متر بالاتر از سطح دریا واقع شده‌است.